# Jan Kuciel
Jan Kuciel (ur. 20 kwietnia 1879, zm. 26 listopada 1954) – pułkownik Korpusu Kontrolerów Wojska Polskiego.

## Życiorys
Urodził się 20 kwietnia 1879. W piechocie C. K. Armii został mianowany na stopień porucznika z dniem 1 listopada 1902. Służył w 30 pułku piechoty we Lwowie, gdzie około 1906/1907 był oficerem okręgu uzupełniającego, a od około 1908 figurował jako były oficer zawodowy. Następnie został awansowany na nadporucznika w rezerwie z dniem 1 maja 1909. Od tego czasu w stopniu nadporucznika i w charakterze byłego oficera zawodowego pozostawał w rezerwie 30 p.p. do 1914.
Po wybuchu I wojny światowej został awansowany na stopień kapitana piechoty w rezerwie z dniem 1 marca 1916. Do 1918 pozostawał wciąż z przydziałem do macierzystego pułku piechoty nr 30 w charakterze byłego oficera zawodowego.
Po odzyskaniu przez Polskę niepodległości wstąpił do Wojska Polskiego. 9 listopada 1920 został zatwierdzony z dniem 1 kwietnia 1920 w stopniu majora gospodarczego, w grupie oficerów byłej armii austriacko-węgierskiej. Pełnił wówczas służbę w Oddziale IV Sztabu Ministerstwa Spraw Wojskowych. 3 maja 1922 został zweryfikowany w stopniu podpułkownika ze starszeństwem z 1 czerwca 1919 i 1. lokatą w korpusie oficerów kontrolerów, a jego oddziałem macierzystym była Wojskowa Kontrola Generalna. 31 marca 1924 został mianowany pułkownikiem ze starszeństwem z 1 lipca 1923 i 1. lokatą w korpusie oficerów kontrolerów. W lutym 1929 został zwolniony z zajmowanego stanowiska, a z dniem 30 kwietnia tego roku przeniesiony w stan spoczynku.
Zmarł 26 listopada 1954. Został pochowany na cmentarzu wojskowym przy ul. Prandoty w Krakowie.

## Ordery i odznaczenia
- Krzyż Oficerski Orderu Odrodzenia Polski (2 maja 1923)[18][19]

austro-węgierskie
- Krzyż Zasługi Wojskowej 3 klasy z dekoracją wojenną (przed 1916)[9] i z mieczami (przed 1918)[11]
- Brązowy Medal Zasługi Wojskowej na wstążce Krzyża Zasługi Wojskowej z mieczami (przed 1918)[11]
- Krzyż Jubileuszowy Wojskowy (ok. 1908)[4]